# Jezioro Korytowskie
Jezioro Korytowskie – jezioro przy wsi Korytowo w zachodniej Polsce, w gminie Choszczno, powiecie choszczeńskim, w województwie zachodniopomorskim.